# Дувр
Дувр (англ. Dover [ˈdoʊvər], фр. Douvres, лат. Dubris) — город и порт в Великобритании, в английском графстве Кент, административный центр одноимённого района. 
Расположен у пролива Па-де-Кале, связан железнодорожным паромом с Дюнкерком (Франция).

## География и климат
Дувр находится вблизи крайней юго-восточной точки Великобритании. Южная коса (South Foreland), расположенная в 4,8 км к северо-востоку от Дувра — ближайшая к континенту точка острова, расстояние здесь до мыса Грис-Нё (вблизи Кале) составляет всего 34 км. Город находится в долине реки Даур. Бухта Дувра почти полностью окружена волнорезами. Климат — умеренный морской, сходный с климатом соседних районов Англии. Среднегодовой уровень осадков — около 570 мм.

## История
Город существовал уже в римские времена и носил название Дубрис.

## Население
По состоянию на 1800 год, население Дувра оценивалось приблизительно в 10 000 человек. 
По данным переписи 2001 года, население Дувра составляет 28 156 человек, тогда как население всей городской территории — 39 078 человек. Город расширяется главным образом вверх по долине реки, при этом в его состав входят некоторые деревни.

## Транспорт
Автомагистали, идущие в Дувр, включают А20, А2 и А258. Железнодорожное сообщение (2 направления). С 1897 по 1936 годы в городе действовала система трамвайных путей. Важным транспортом является паром во французский Кале.

## Достопримечательности
Из достопримечательностей стоит отметить Дуврский замок, один из крупнейших по площади в Великобритании и имевший долгое время крайне важное стратегическое положение. Также туристическим объектом можно считать Белые скалы Дувра. Эти скальные образования мелового периода достигают 107 метров в высоту. Дуврские скалы благодаря яркому цвету видны с французского мыса Гри-Не («Серого мыса»). Хотя подобные меловые скалы не редкость для юго-востока Англии, именно Дуврские являются наиболее популярными. Им посвящено множество произведений. Дуврские Белые скалы издавна служили среди моряков символом приближения к берегам Англии. Именно им Англия обязана римским названием «Альбион» («albus» — «белый»).

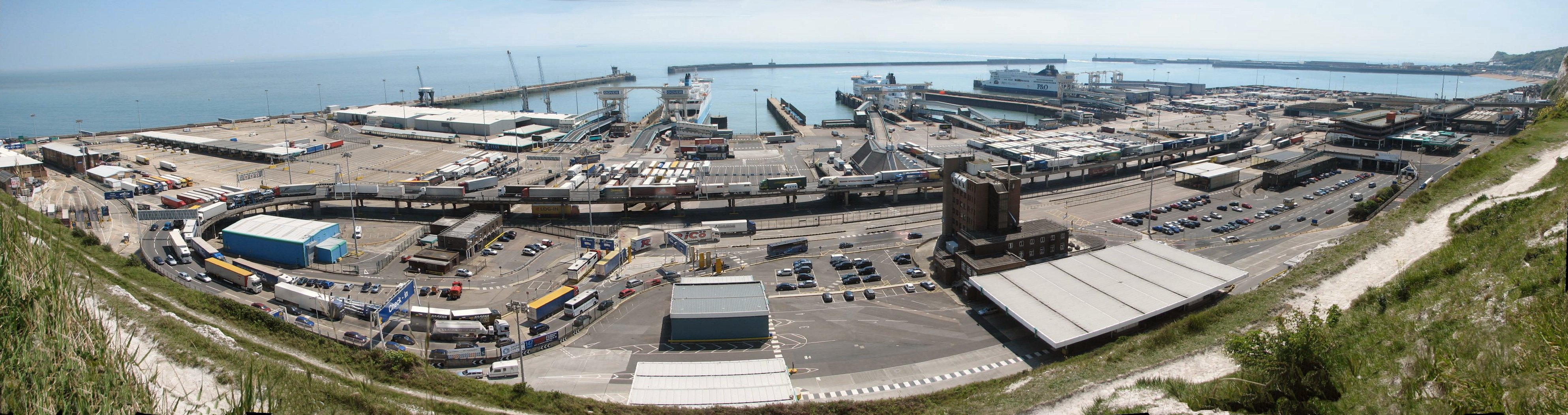
Панорама порта Дувра

## Галерея

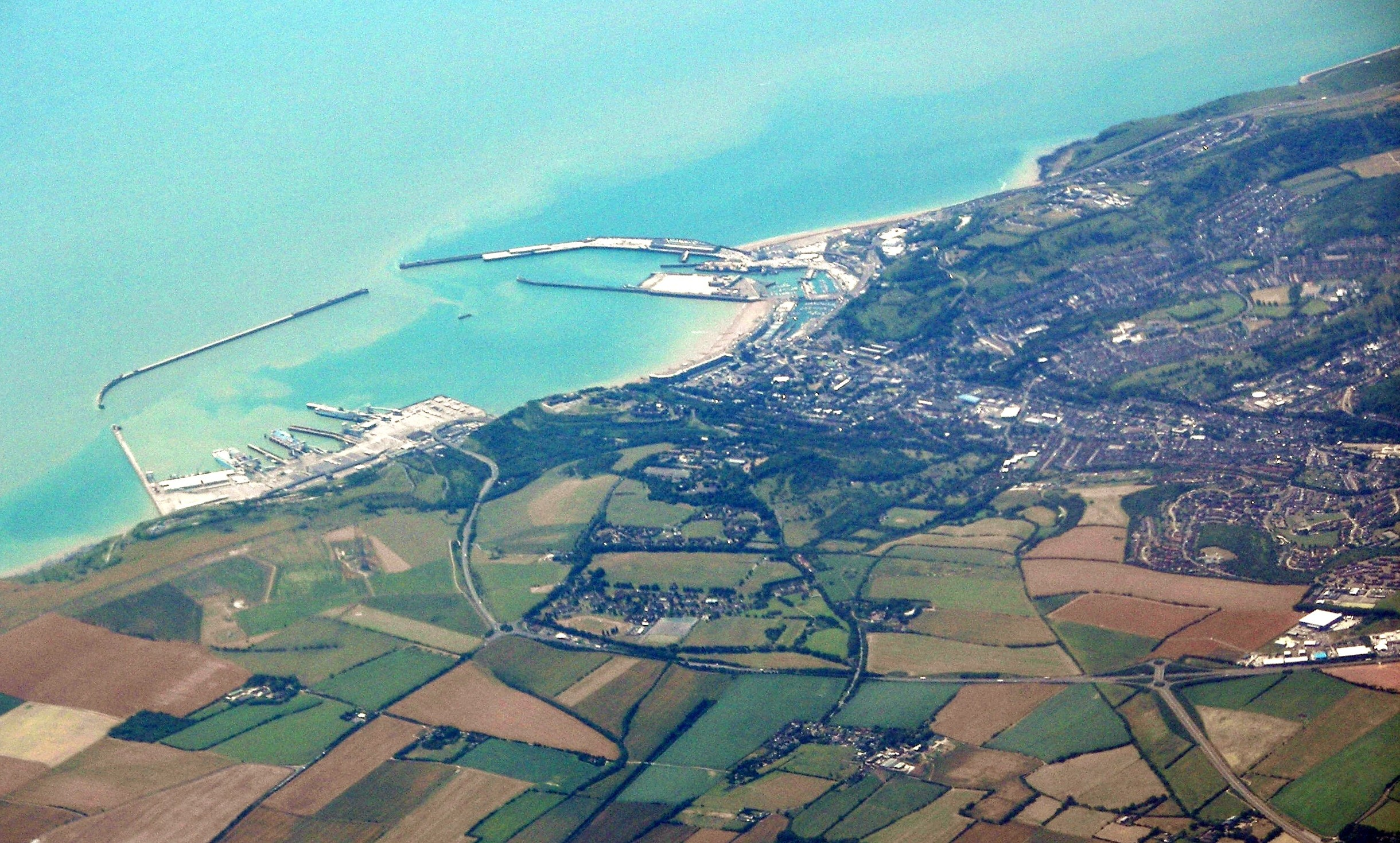
Вид на город с воздуха
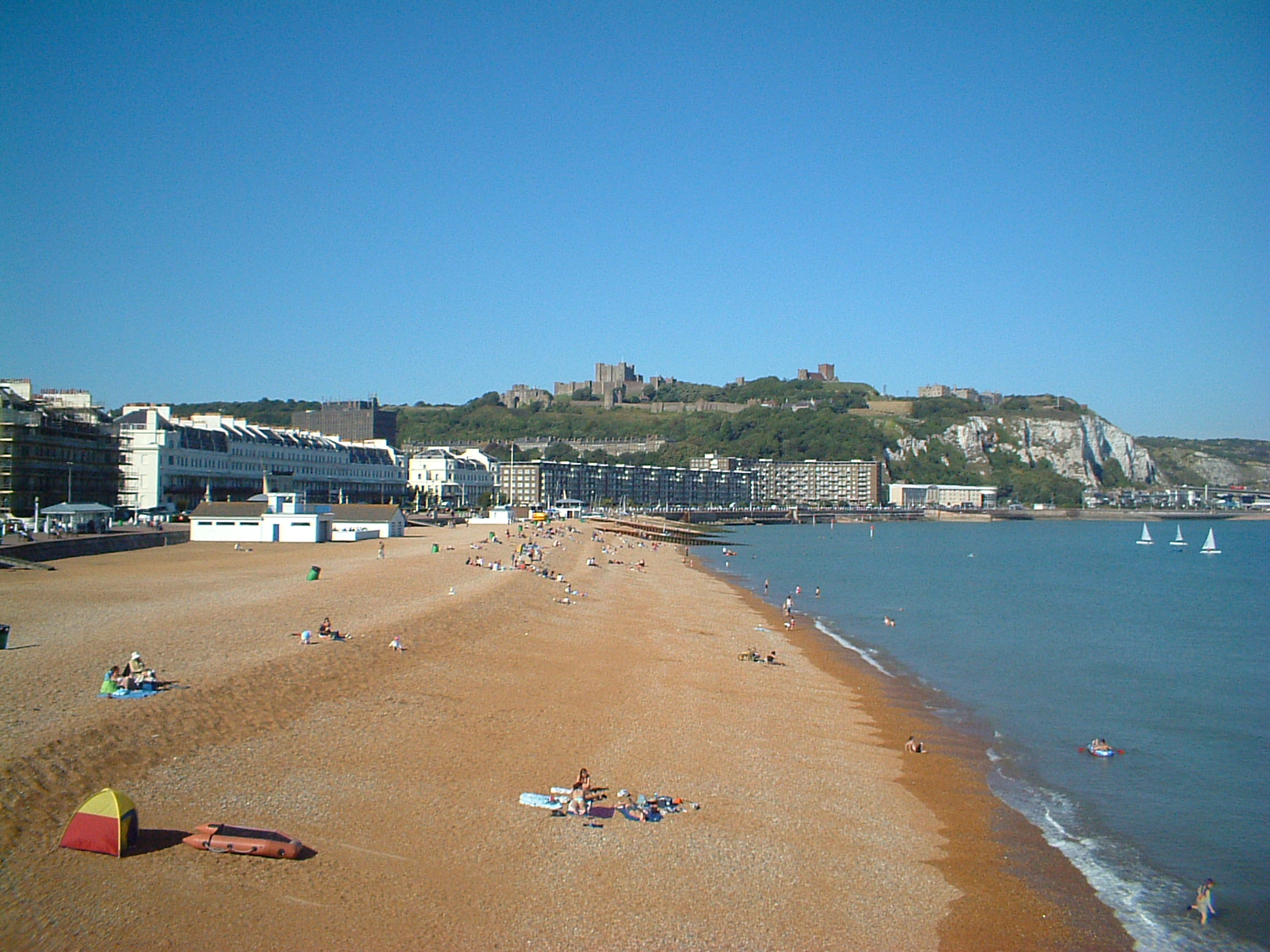
Вид на замок с пляжа
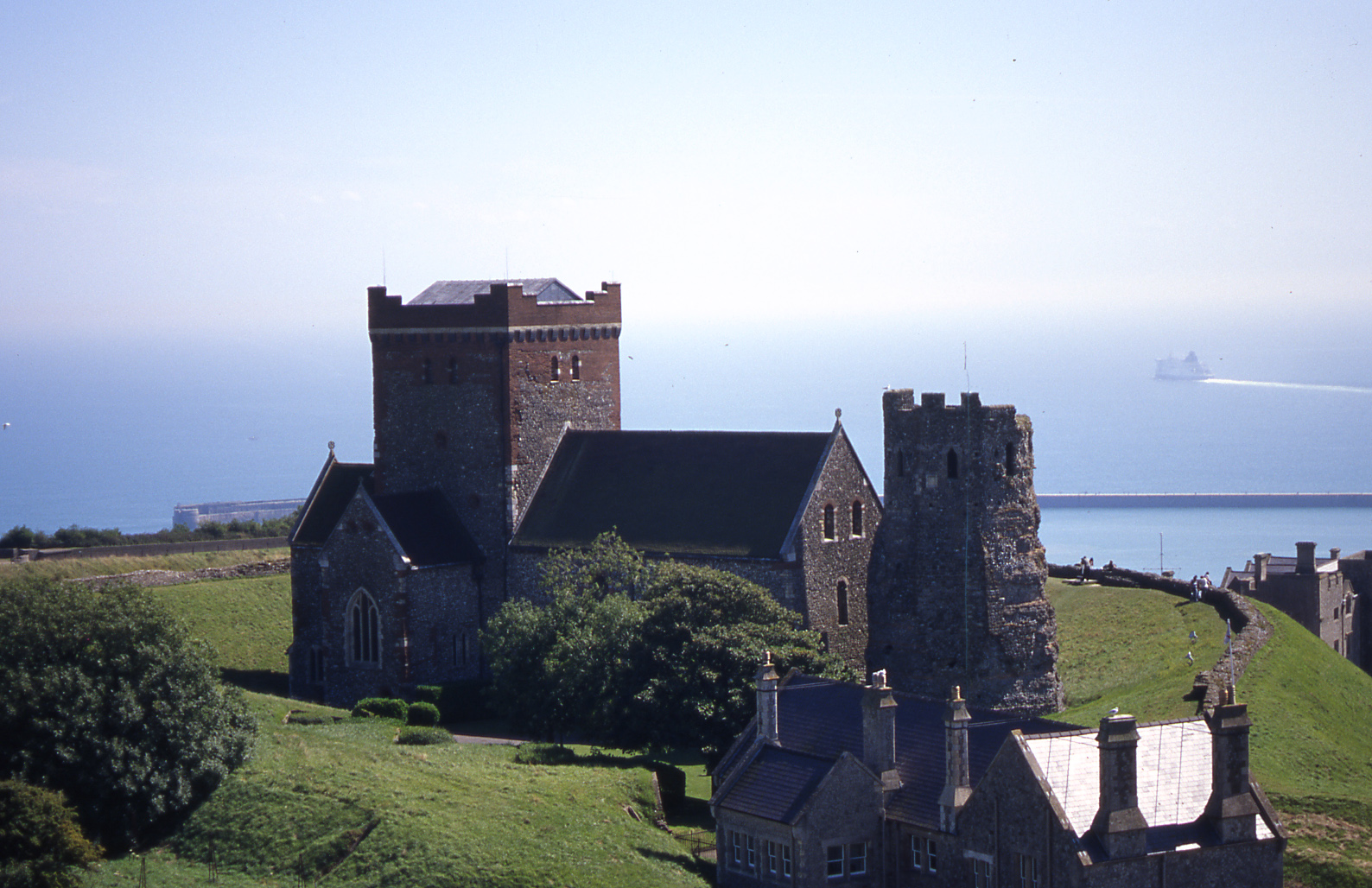
Маяк
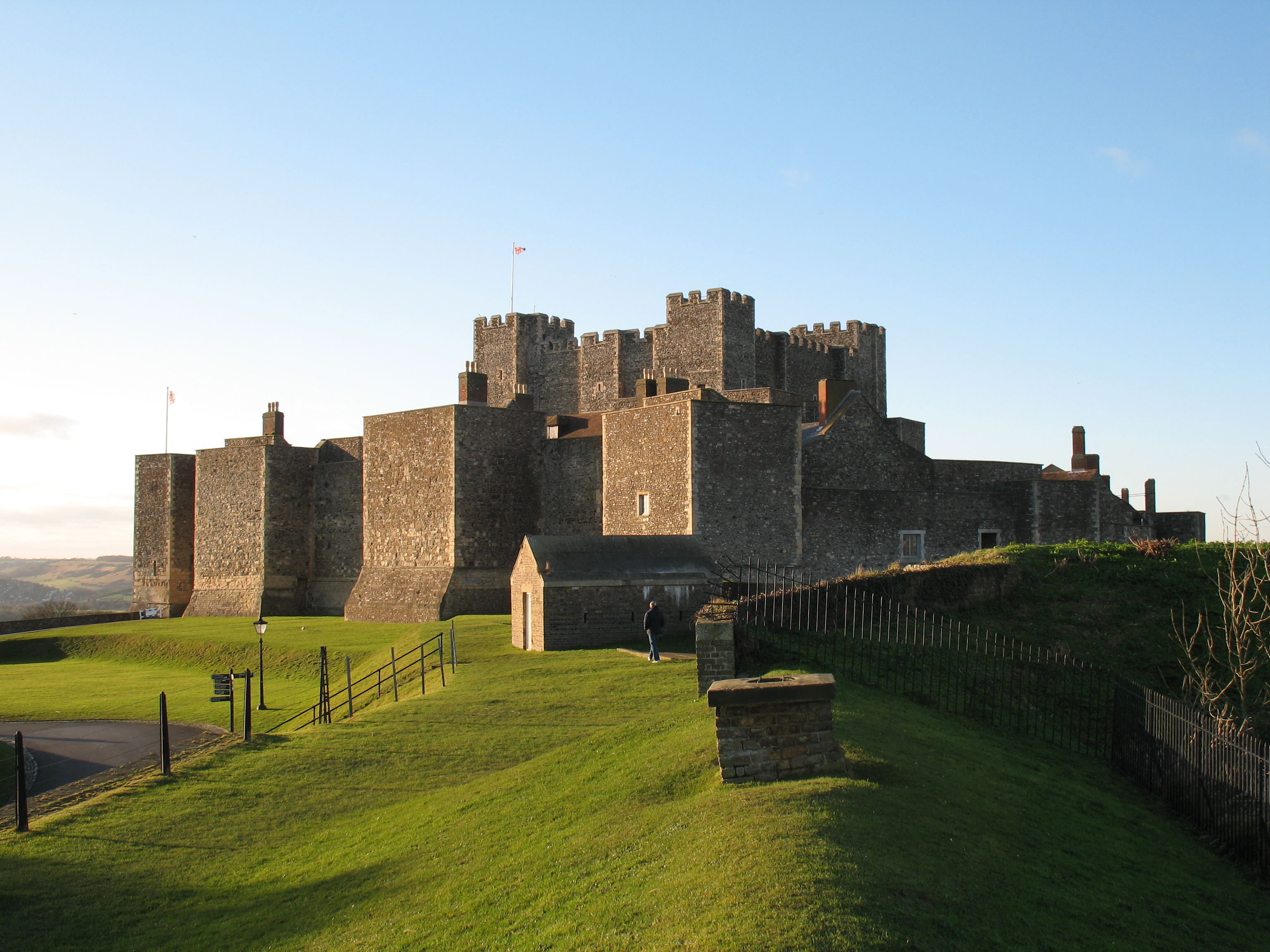
Городской замок

## Известные уроженцы и жители

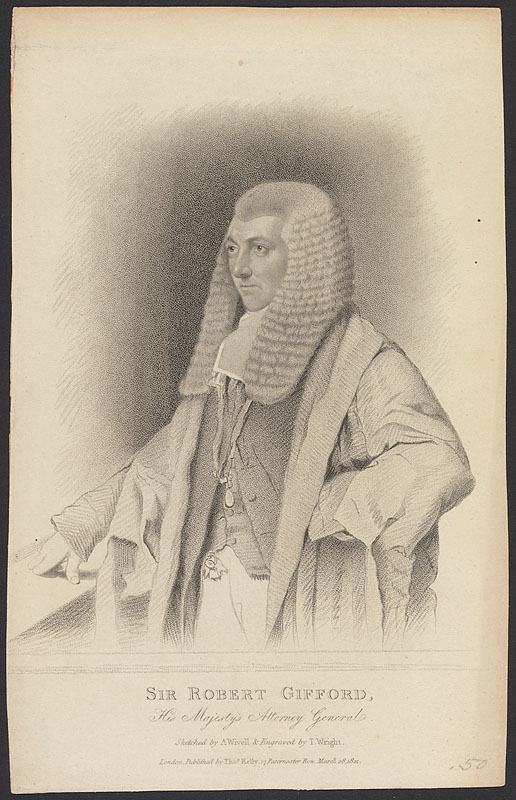
Роберт Гиффорд

- Роберт Гиффорд (1779-1826), британский пэр, барон, юрист, судья и политик.
- Хоули Смарт, Генри (1833—1893) — британский писатель.